# Dinamismo Olímpico
Dinamismo Olímpico é uma escultura de bronze localizada no Complexo Poliesportivo Ayrton Senna, em Brasília. Foi criada em 1972 por Bruno Giorgi, artista responsável por outras esculturas conhecidas da cidade como Meteoro e Os Candangos.
A escultura tem seis metros de altura e pesa seis toneladas. É de bronze polido sobre uma base de granito e representa as modalidades esportivas do Complexo Esportivo. Fica localizada junto ao Eixo Monumental de Brasília, na N1 Oeste, entre o Centro de Convenções Ulysses Guimarães e o Ginásio Nilson Nelson, estádio que já sediou vários eventos esportivos nacionais e internacionais, o que se relaciona diretamente com a representação da escultura próxima. 